# 조지 블라스델
조지 블라스델(George Blaisdell, 1895년 6월 5일~1978년 10월 4일)은 1933년 오스트리아의 라이터를 기반으로 지포 라이터를 만든 것으로 유명한 미국의 발명가다. 1940년대에 지포 라이터를 더 가볍게 만들 수 있는 공장을 만들 수 있는 건물들을 구입했다.

## 인물
블라스델은 5학년 때 학교를 그만두고, 아버지가 그를 사관학교에 입학시켰다. 블레델은 3년 후에 갑자기 퇴학될 때까지 아카데미에 다녔다. 따라서, 블레델은 8학년까지만 학교에 다녔다. 그 후, 그는 그의 가족이 운영하는 회사인 블라스델 기계 회사 (Blaisdell Machinery Company)에서 근무했다.

## 사망
1978년 10월 4일 플로리다주 마이애미 비치에서 83세의 나이로 사망했다. 그가 죽은 후, 그의 딸 세라 B. 도른 (Sarah B. Dorn)과 해리엇 B. 윅 (Harriet B. Wick) 이 회사를 경영했다.

## 수원
- “George Blaisdell”. Pabook.libraries.psu.edu. 2015년 5월 8일에 원본 문서에서 보존된 문서. 2015년 10월 19일에 확인함.
- “Zippo.com”. Zippo.com. 2015년 10월 19일에 확인함.